# Ecliptopera odontoplia
Ecliptopera odontoplia är en fjärilsart som beskrevs av Louis Beethoven Prout 1935. Ecliptopera odontoplia ingår i släktet Ecliptopera och familjen mätare. Inga underarter finns listade i Catalogue of Life.